# Novembre 1847

## Événements
- Charles-Albert de Piémont, Léopold II de Toscane et Pie IX signent les préliminaires d’une union douanière.
- Les groupes progressistes hongrois remportent une victoire décisive aux élections de la diète de Presbourg. Le gouvernement autrichien commence par ignorer ce vote mais accède finalement aux demandes des nationalistes en autorisant la constitution d’un gouvernement hongrois avec Batthyány comme Premier ministre.
- Lajos Kossuth est élu comme député de Pest. Il devient chef des radicaux, préconisant l’affranchissement des paysans et la séparation politique de l’Autriche et de la Hongrie.

- 2 novembre, France : suicide du comte Bresson, pair de France, ambassadeur à Naples.

- 3 - 29 novembre : guerre du Sonderbund

- 4 novembre : début du règne de Tự Đức, empereur du Vietnam. Il poursuit la politique de Thiệu Trị (impôts trop lourds, abus des notables, persécutions religieuses). Il provoquera l’intervention de la France qui désire protéger les missionnaires en s’assurant des points d’appui et de débouchés en Indochine.

- 7 novembre, France : au cours du banquet républicain organisé à Lille, Ledru-Rollin réclame le suffrage universel. De juillet à décembre, ce sont environ 70 banquets qui sont ainsi organisés.

- 9 novembre : autorisation donnée aux serfs russes d’acheter leur liberté si le domaine de leur maître est mis en vente pour dettes (effets limités).

- 10 novembre : emprunt en rentes 3 % (9,966,777 fr. de rentes), autorisé par une loi du 11 août précédent, avec affectation aux travaux publics extraordinaires, produisit 250,000,000 qui devaient réduire d'autant le chiffre de la dette flottante.

- 12 novembre : première anesthésie au chloroforme réalisée par le Britannique James Young Simpson.

- 20 novembre : Érasme-Henri de Contades est élu député du 4e collège du Cantal

- 21 novembre, France : inauguration de la section de ligne d'Abbeville à Neufchâtel par la Compagnie du chemin de fer d'Amiens à Boulogne.

- 26 novembre, France : Guizot est nommé président du Conseil des ministres.

- 29 novembre (Londres) : au 2e Congrès de la Ligue des communistes, Karl Marx et Friedrich Engels sont chargés de rédiger un « Manifeste du Parti communiste ».

## Naissances
- 1er novembre : Walter Gaskell (mort en 1914), physiologiste britannique.
- 2 novembre : Georges Sorel philosophe et sociologue français.
- 8 novembre :
  - Jean Casimir-Perier futur président de la république française.
  - Bram Stoker, écrivain irlandais auteur de Dracula.
- 9 novembre : Carlo Alberto Castigliano (mort en 1884), ingénieur et mathématicien italien.
- 11 novembre : Jules Guesde, homme politique français.
- 18 novembre : Louis Bureau (mort en 1936), médecin et zoologiste français.
- 20 novembre : 
  - Nelson B. McCormick (mort le 10 avril 1914), membre de la Chambre des représentants des États-Unis
  - Mikhaïl Akimov (mort le 9 août 1914), homme politique russe
  - Fernand Ludovic Marie Philomène Charpentier du Moriez (mort le 3 mai 1923), militaire français

- 22 novembre : Richard Bowdler Sharpe (mort en 1909), zoologiste britannique.

## Décès
- 4 novembre : Felix Mendelssohn, compositeur.
- 8 novembre : Heinrich von Diest, général prussien (° 16 mars 1785).
- 20 novembre : 
  - Joakim Vujić (né le 9 septembre 1772), écrivain, dramaturge et traducteur serbe
  - Pierre Asselin (né le 16 avril 1753), homme politique français
  - Guillaume II de Hesse-Cassel (né le 28 juillet 1777), électeur de Hesse de 1821 à 1847